# خوزه ماریا اسنار
خوزه ماریا آلفردو اسنار لوپز (تلفظ اسپانیایی: [xoˈse maˈɾi.a alˈfɾeðo aθˈnaɾ ˈlopeθ] () (زاده ۲۵ فوریهٔ ۱۹۵۳) سیاست‌مدار اسپانیایی است که از ۴ مه سال ۱۹۹۶ تا ۱۷ آوریل سال ۲۰۰۴ نخست‌وزیر اسپانیا بود.